# Synagoge an der Reichenbachstraße München

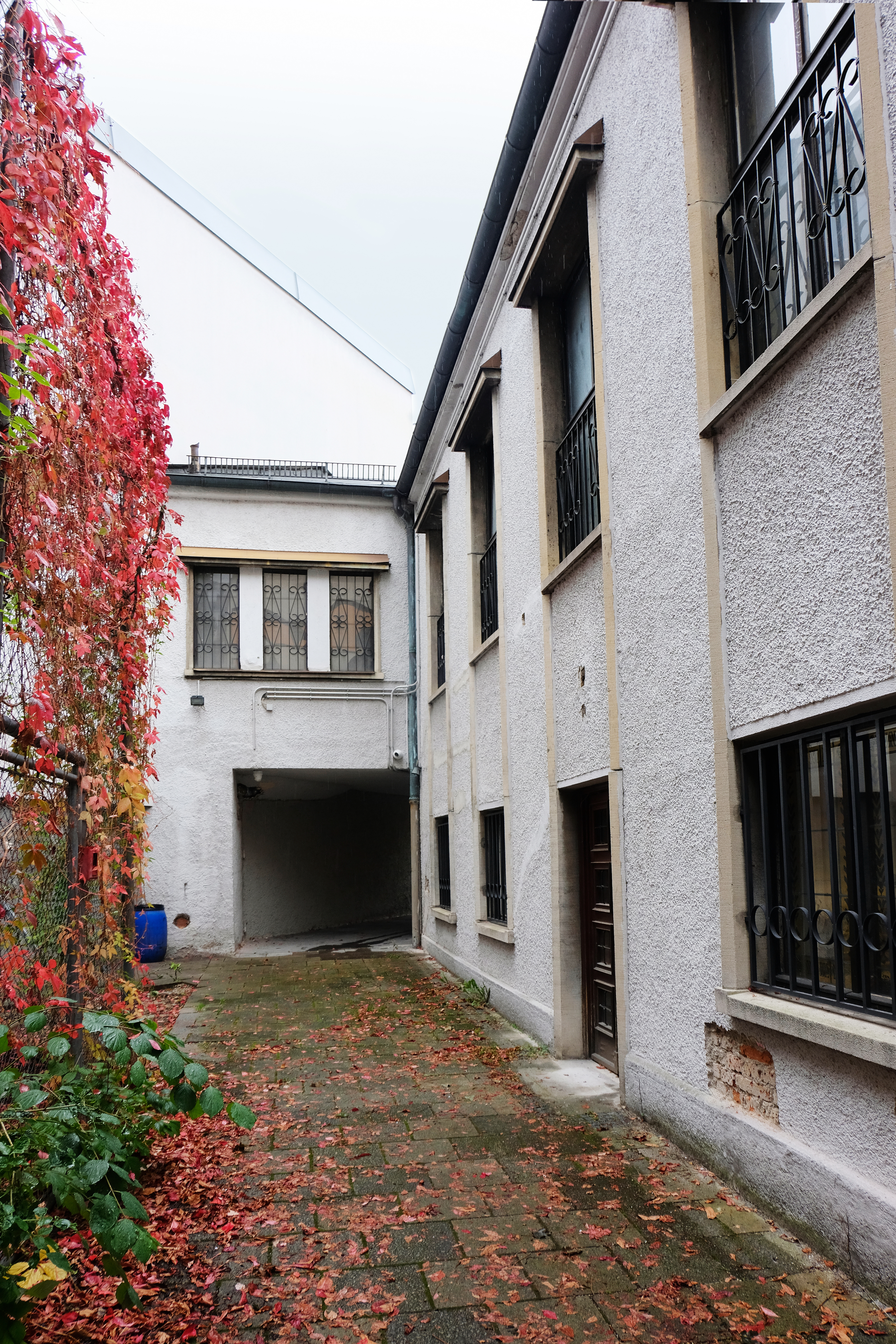
Außenansicht der Synagoge (2021)

Die Synagoge an der Reichenbachstraße München ist eine ehemalige Synagoge in München. Das Gebäude liegt in der Isarvorstadt nahe dem Gärtnerplatz. Von 1947 bis zur Eröffnung der neuen Synagoge Ohel Jakob im Jahr 2007 war sie Münchens Hauptsynagoge.

## Lage und Bauwerk
Das Gebäude, ein Werk von Gustav Meyerstein (1889–1975), liegt im Hinterhof der Reichenbachstraße 27. Mit 27 Metern Länge, 14 Metern Breite und 8 Metern Höhe bot der dreischiffige Bau Platz für 850 Menschen.:82 Zur Zeit der Erbauung der Synagoge im Jahr 1931 floss der Kaiblmühlbach an der Rückseite des sich anschließenden Hofes vorbei, so dass dort das Taschlich-Ritual vollzogen werden konnte. Das Gebäude steht heute unter Denkmalschutz.

## Geschichte

### Umstände bei der Eröffnung
Nach Beginn des 20. Jahrhunderts waren viele Juden aus dem Osten, Österreich-Ungarn und Russland nach München zugewandert. Nach dem Ersten Weltkrieg kamen noch viele Emigranten aus der Sowjetunion hinzu, so dass der Anteil der sogenannten Ostjuden in der jüdischen Gemeinde schließlich etwa ein Viertel betrug. Diese Gruppe von Juden hatte ein eigenes Zusammengehörigkeitsgefühl und eigene Formen der Frömmigkeit – und zunächst auch, da es sich nicht um deutsche Staatsangehörige handelte, kein Wahlrecht für den Vorstand der Israelitischen Kultusgemeinde. Bereits ab 1914 betrieben die ostjüdischen Vereine Linath Hazedek („Stätte des Rechts“) und Agudas Achim („Bund der Brüder“) einen Betsaal an der Reichenbachstraße. Beide Vereine kauften 1921 gemeinsam das Gebäude an der Reichenbachstraße 27 von der Schwabinger Brauerei AG und nutzten das Rückgebäude fortan als Betsaal.:82 Zu Beginn der 1930er Jahre lebten 2300 Juden aus dem Osten in München, so dass ein Synagogenneubau nötig wurde, an dem sich die Kultusgemeinde beteiligte.
Zur Eröffnung am 5. September 1931 sprachen die Rabbiner aller drei großen jüdischen Gruppierungen in München: Samuel Wiesner, der Rabbiner der neuen ostjüdischen Synagoge, Ernst Ehrentreu von der alten Synagoge Ohel Jakob und der Gemeinderabbiner Leo Baerwald von der damaligen Hauptsynagoge. In München gab es mit der neu eröffneten Synagoge nunmehr drei große Synagogenbauten. In der größten Münchner Tageszeitung, den Münchner Neuesten Nachrichten, wurde allerdings nicht über die Eröffnung berichtet. Die Ostjuden nannten ihre Synagoge damals Reichenbachschul (vom jiddischen Wort Schul für Synagoge).:83

### Verwüstung und Neuanfang
Bei den Novemberpogromen 1938 wurde die Synagoge an der Reichenbachstraße in der Nacht vom 9. auf den 10. verwüstet; die Feuerwehr verhinderte, dass sie in Brand gesteckt wurde, weil sie ein Übergreifen des Feuers auf die Nachbargebäude befürchtete. Da die beiden anderen Synagogen auch zerstört wurden, musste die jüdische Gemeinde in einer ehemaligen Tabakfabrik in der Lindwurmstraße Zuflucht suchen. Ein Betsaal im ehemaligen Maschinenhaus bestand dort bis zum Juni 1942. Die Synagoge an der Reichenbachstraße wurde im Zweiten Weltkrieg durch Bomben ruiniert.
Nach der Befreiung vom Nationalsozialismus wurde die Israelitische Kultusgemeinde 1945 wiederbegründet. Im Jahr 1946 lebten wieder 2800 Juden in München. Die Synagoge in der Reichenbachstraße wurde wiederhergerichtet und am 20. Mai 1947 in Anwesenheit von Militärgouverneur Lucius D. Clay:86 und anderen Vertretern der amerikanischen Militärregierung sowie der bayerischen Staatsregierung, der Stadtverwaltung und der christlichen Konfessionen feierlich wiedereröffnet. Unter den Mitgliedern der neuen jüdischen Gemeinde waren viele Displaced Persons; die Gebetsordnung des neuen Gebetbuchs entsprach dem ostjüdischen Ritus, dem gleichen, der nach Errichtung der Synagoge in den 1930er Jahren dort gepflegt wurde.

### Zeit als Hauptsynagoge
Die Synagoge an der Reichenbachstraße war nach dem Zweiten Weltkrieg die Hauptsynagoge der Israelitischen Kultusgemeinde München und Oberbayern. Nach der Auflösung der Sowjetunion immigrierten wieder viele Juden aus Osteuropa. Die Synagoge bot den 10.000 Juden in München (Stand 2005) nicht mehr genug Platz.:87
Seit der Eröffnung der neuen Münchner Hauptsynagoge Ohel Jakob am St.-Jakobs-Platz im Jahr 2007:76 wird die Synagoge an der Reichenbachstraße nicht mehr als solche genutzt. Nach dem Umzug der Israelitischen Kultusgemeinde wollte die liberale Gemeinde Beth Shalom die Synagoge kaufen. Dazu kam es aber nicht.:87

### Anschläge
Auf das im Vorderhaus der Reichenbachstraße 27 befindliche Altenheim der Kultusgemeinde wurde am 13. Februar 1970 ein bis heute nicht aufgeklärter Brandanschlag verübt, dem sieben Bewohner zum Opfer fielen. Im Februar 2020 wurde aus Anlass des 50ten Jahrestages des Anschlags auf dem benachbarten Gärtnerplatz ein Container mit Fotografien und Informationen zum Anschlag sowie einer Liste der Ermordeten aufgestellt.
Im Juni 1970 kam es zu einem weiteren antisemitischen Anschlag, als Unbekannte in die Synagoge eindrangen und die Thorarolle sowie weitere Kultgegenstände schändeten.

### Sanierung
Seit 2013 engagiert sich der von Rachel Salamander und Ron C. Jakubowicz gegründete Verein Synagoge Reichenbachstraße e. V. für die Wiederherstellung der Synagoge in ihren ursprünglichen Zustand vom Jahr 1931. Sie befindet sich heute (Stand 2021) im Umbau. Im Herbst 2021 fand in der Synagoge eine temporäre Installation des Vereins in Zusammenarbeit mit dem Staatsministerium für Unterricht und Kultus und dem Jüdischen Museum München statt. Diese Ausstellung diente dazu, das Sanierungsvorhaben einer breiteren Öffentlichkeit bekannt zu machen.

## Rabbiner

### Vereine Linath Hazedek und Agudas Achim
- Samuel Wiesner

### Neugegründete Gemeinde ab 1947
- Aaron Ohrenstein
- Hans Isaak Grünewald
- Pinchas Paul Biberfeld
- Jitzchak Ehrenberg
- Steven Langnas